# اليوتيلية
الفصيلة اليوتيلية (باللاتينية: Eupteleaceae) هي فصيلة نباتية من رتبة الحوذانيات من طائفة ثنائيات الفلقة الحقيقية تضم جنساً واحدا اسمه العلمي Euptelea يشمل على 3 أنواع نباتية .

## الأجناس والأنواع
جنس Euptelea وأنواعه هي :
- (Euptelea griffithii (Hook.f. & Thomson ex Baill
- (Euptelea pleiosperma (Hook.f. & Thomson

- (Euptelea polyandra (Siebold & Zucc

## وصلات خارجية
https://fr.wikipedia.org/wiki/Eupteleaceae
النباتات الداخلية لتنقية هواء المنزل